# Јегричка
Јегричка је река у северној Србији, у јужном делу Бачке у Аутономној Покрајини Војводина. Површина слива ове реке је око 144.200 ha, дужина слива правца запад-исток износи око 100 km, а ширина око 14,5 km.

## Ток реке
Јегричка представља највећу речицу на Бачкој јужној лесној тераси. Некада најдужа аутохтона војвођанска река, нема класичан извор и представља систем повезаних бара кроз које вода отиче до свог ушћа у реку Тису. Водом се снабдева из више депресија јужно од места Деспотово, где се и налази њен природни почетак.
Код Деспотова спајају се депресије – кракови Јегричке и формирају јединствени водоток који се на 37. километру код Жабља улива у Тису.
Са почетком у подручју Пивница, Силбаша, Парага, Раткова и Деспотова, река даље тече поред Равног Села. Змајева и Сирига, упоредо са Каналом Дунав—Тиса—Дунав и Малим Бачким каналом.
У близини Темерина Јегричка се дели на два дела. Једним делом тече ка северу, протиче поред села Госпођинци и завршава се у мочварама око Жабља. Други део напаја рибњак код Жабља, величине 0,98 km², тече ка југоистоку и код Јуришне Хумке се улива у Тису.
Последњим регулацијама Јегричка је укључена у велики Хидросистем ДТД, чиме је изгубила особине природног тока, тако да је данас највећим делом каналисана, у склопу поменутог система. Њен доњи ток у дужини од око 15 km данас је рибњак у коме се налазе четири острва-греде. Регулацијом су на овој речици изграђени следећи објекти: водозахватна устава Деспотово, преливни праг код Змајева за регулисање нивоа воде, устава Жабаљ и црпна станица на самом уливу Јегричке у Тису. Са овим објектима водни режим Јегричке није природан већ диригован. Управо је режим вода један од најважнијих чинилаца за развој живог света.

## Флора и фауна

### Флора
Јегричке је од посебног значаја присуство заштићених врста, према Правилнику о проглашењу и заштити строго заштићених и заштићених дивљих врста биљака, животиња и гљива.
Од ретких и угрожених врста поред белог локвања и барске папрати, овде се налазе водени орашак и мешинка. Мешинка је по својој животној форми интересантна инсективорна биљка месождерка, која се храни тако што подводним мешковима „хвата“ ситне водене организме. У Јегричкој су своје уточиште нашли и данашњи биљни реликти који по многима представљају остатак флоре из топлих периода терцијара, када је на просторима јужне Европе владала суптропска клима. Такве су бројне врсте влажних и водених станишта: вежљика, водољуб, дрезга, кроцањ, подводница, бели локвањ, локвањић, водена папрат, водени орашак и увијуша.

### Фауна

#### Рибе
Јегричке поред домаћих врста, заступљене су и популације страног порекла, као последица утицаја човека.
Фауна риба представљена је са 20 врста груписаних у оквиру шест фамилија. На основу броја представника доминира фамилија шарана. Унесене или рибе страног порекла потичу са Далеког истока (сребрни караш, бели амур и амурски чебачок) и из Северне Америке (амерички патуљасти сом и сунчица).
На списку риба налази се више ретких и угрожених врста од којих су најзначајније чиков, штука, смуђ, сом, лињак, шаран и буцов .

#### Водоземци и гмизавци
Као влажно подручје пружа повољне станишне услове за развој и живот водоземаца и гмизаваца. Представници водоземаца су мали водењак и осам врста жаба, а од гмизаваца присутна је ретка и угрожена врста барске корњаче и две врсте змија: белоушка и рибарица.

#### Барске птице
Јегричка представља једну од ретких оаза за опстанак барских птица. До сада је регистровано 198 врста, а неке од њих су: водени бик, патка кашикара, сиви барски детлић, белобрка чигра, патка глувара и крџа, ћубасти гњурац, мали вранац, велика бела чапља, мрка чапља, велики трстењак и брката сеница. Изузетно је битно присуство глобално угрожене патке њорке, затим црноврати гњурац и мали гњурац, сива гуска, еја мочварница, црна чигра, модровољка и цврчић тршћар.

#### Сисари
Сисари који настањују обалу Јегричке у великом броју припадају строго заштићеним дивљим врстама, има и оних који се налазе на Прелиминарном списку врста за Црвену књигу кичмењака Србије, а једна од њих је видра. Представници глодара са обале ове реке су водена волухарица, пољски миш и пољска волухарица, као и бизамски пацов. Од представника месождера могу се издвојити ласица, куна белица, јазавац и лисица, а од ловне дивљачи срна и зец.
- Лабудови
- Фазан
- Срна

## Галерија
- Каналисани ток Јегричке
- Јегричка зими
- Црпна станица у Жабљу